# Rennsteiggarten Oberhof

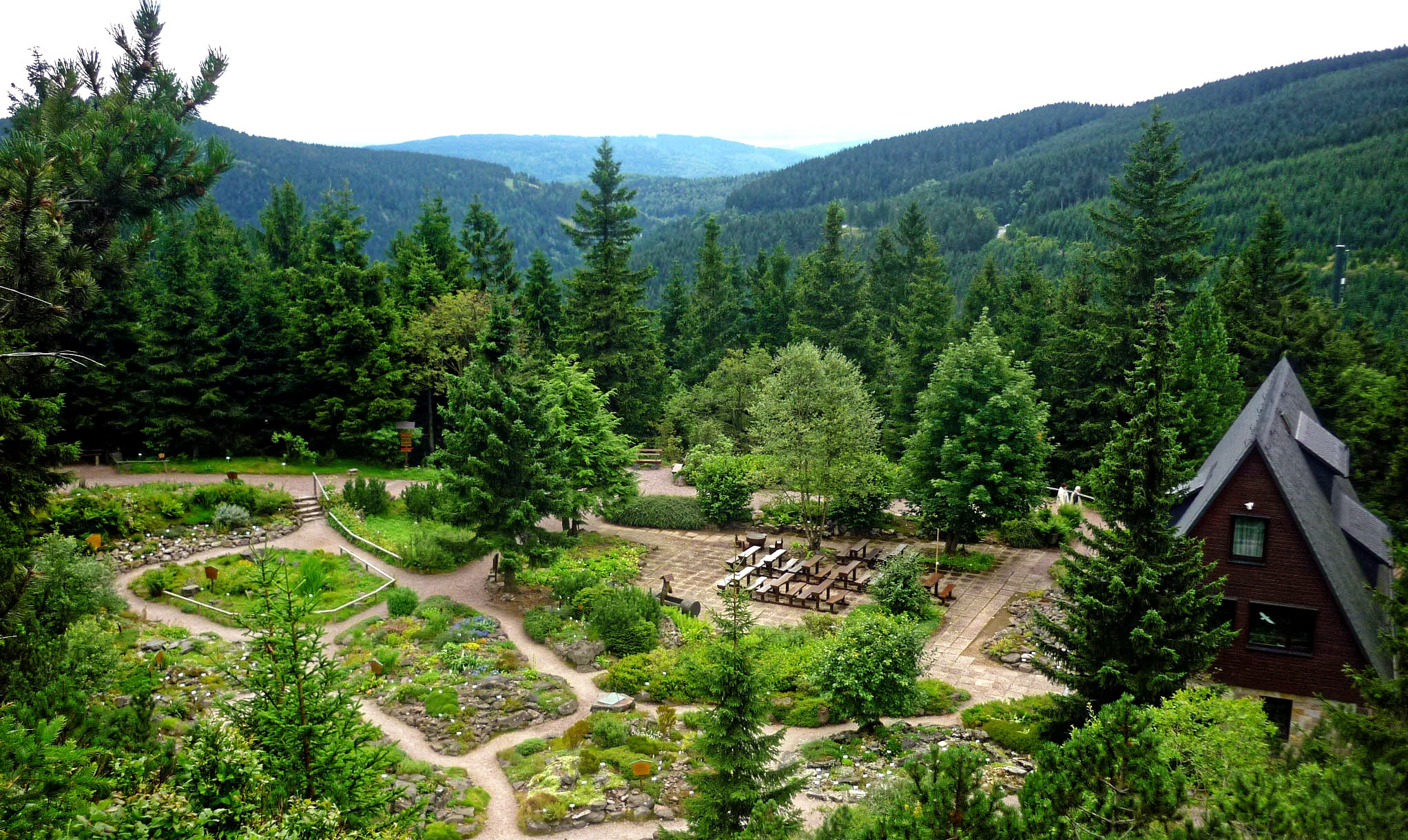
Blick auf den Rennsteiggarten in Oberhof

Der Rennsteiggarten Oberhof ist ein botanischer Garten für Gebirgsflora am Rennsteig bei Oberhof im Thüringer Wald.
Der Rennsteiggarten zeigt auf einer sieben Hektar großen Fläche fast 4.000 verschiedene Pflanzenarten aus den Gebirgen Europas, Asiens, Nord- und Südamerikas, Neuseelands und aus der  arktischen Region.

## Geografie
Koordinaten: 50° 41′ 33″ N, 10° 43′ 10″ O
Der Rennsteiggarten Oberhof ist rund um den Pfanntalskopf angelegt und bietet in dieser Kammlage des Thüringer Waldes optimale Lebensbedingungen für die Gebirgsflora. Die Jahresdurchschnittstemperatur beträgt 4,2 °C und es fallen etwa 1.400 l Niederschlag pro m². An etwa 150 Tagen ist die Pflanzendecke komplett von Schnee bedeckt. So können die Pflanzen ihren typischen Wuchs und Blütenflor ausbilden.

## Geschichte
Der Grundstein zum Botanischen Garten wurde am 5. September 1970 im Gelände des ehemaligen Steinbruchs am Pfanntalskopf nahe Oberhof gelegt. Zwei Jahre später schlossen der Kulturbund und das Institut für Spezielle Botanik/Botanischer Garten der Friedrich-Schiller-Universität Jena eine Vereinbarung über wissenschaftliche Unterstützung des Rennsteiggartens ab.
Die ersten Anpflanzungen erfolgten ebenfalls 1972. Das Pflanzenmaterial stammte aus dem Botanischen Garten Jena. Auch mit der eigenen Pflanzenzucht als Voraussetzung für die Gestaltung der Pflanzenflächen wurde begonnen. Bis 1975 wurden in gemeinnütziger Arbeit die Flächen gestaltet und Wege angelegt. Für Sitzgruppen und Aussichtspunkte sowie die Wasser- und Energieversorgung wurde ebenfalls gesorgt.
Bis 1980 entstand eine Anlage, die heimische Hochmoorpflanzen beherbergt. Fünf Jahre später begannen Arbeiten an einem Naturschutzgarten, in dem besonders geschützte Pflanzen aus dem Thüringer Mittelgebirge vorgestellt werden. Diese Anlage soll durch Kenntnisvermittlung aktiv zum Naturschutz beitragen.

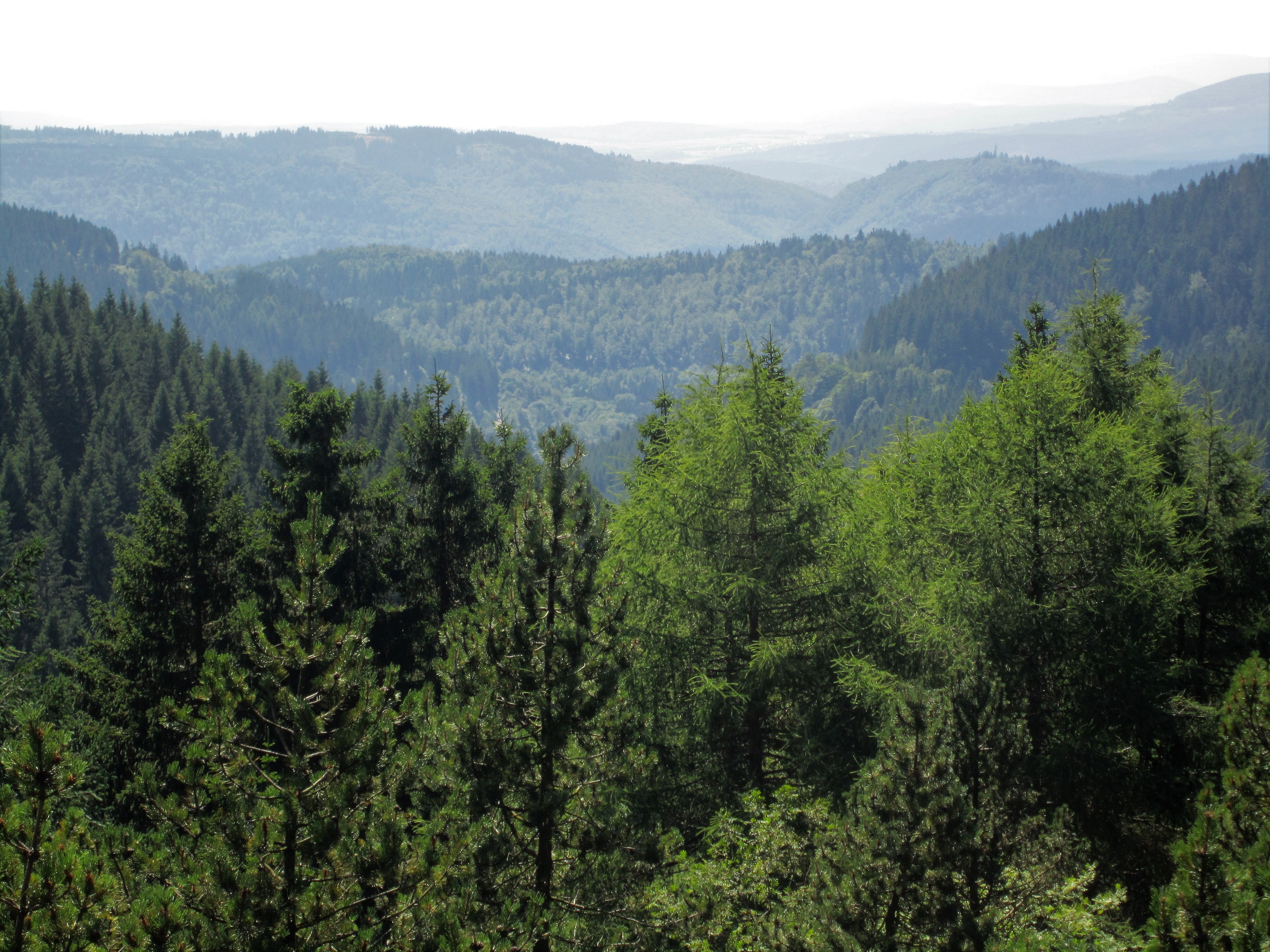
„Über allen Gipfeln ist Ruh…“:
Blick vom Gipfel des Pfanntalskopfes über die Südwestflanke des Thüringer Waldes bis zur Rhön

Im Herbst 1992 begannen Umschüler zum Landschaftsgärtner damit, einen stufenlosen Weg zum Aussichtspunkt „Pfanntalskopf“ anzulegen. Dieser wurde bis 1995 als stufenloser Rundweg mit mehreren Serpentinen bis zum Ausgang fortgeführt. Der letzte Abschnitt dieses Rundweges wurde 2005 zur Benutzung freigegeben. Somit kann nun ein Großteil des Gartens barrierefrei von Rollstuhlfahrern, Gehbehinderten, älteren Gästen und Familien mit Kinderwagen besichtigt werden. Damit gehört der Gipfel des Pfanntalskopfes zu den wenigen Gipfeln im Thüringer Wald, die von Menschen mit Mobilitätsbeeinträchtigungen ohne Verwendung eines Motors und ohne hohe Sturzgefahr (wegen des moderaten Gefälles) aus eigener Kraft erreicht werden können.
In der Zeit von 1996 bis 1998 wurden Modelle eines historischen Kohlenmeilers und einer Köhlerhütte gestaltet, die den Besuchern einen Eindruck von Handwerkstraditionen und Lebensbedingungen der Köhler vermitteln sollen.
Auf dem Gelände befindet sich eine Messstelle für Niederschläge und Luftschadstoffe (Waldmessstationen Pfanntalskopf), die seit 1991 in Betrieb ist.

## Flora

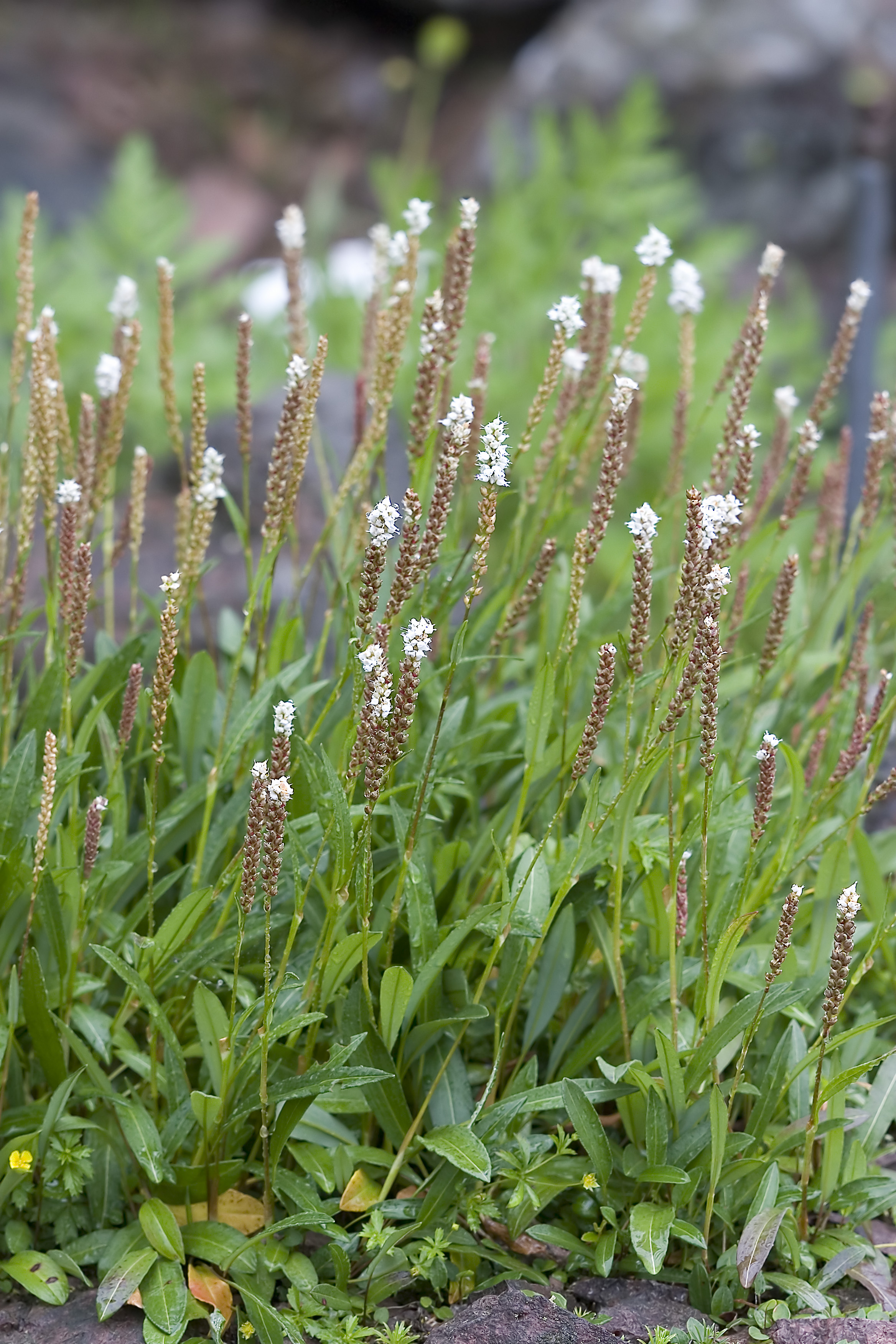
Polygonum viviparum

Durch die optimalen klimatischen Bedingungen entfalten viele Vertreter bekannter Gebirgspflanzen wie Enziane, Primeln, Glockenblumen, Nelken, Edelweiß und Alpenrosen im Rennsteiggarten ihre Blüten. Schon im Frühling ist die Farbenvielfalt durch Steinbrechpolster, Aurikel, Primeln und Kuhschellen groß.
Der Naturschutzgarten bietet mit Frühlings-Enzian, Mehlprimel, Frühlings-Adonisröschen und Frauenschuh eine Auswahl geschützter Pflanzenarten Thüringens. Bis in den Herbst hinein kann der Besucher hier die große Vielfalt der Gebirgsflora besichtigen.
1993 begann man mit der Gestaltung eines Thüringer Heilkräutergartens. Die Anlegung eines solchen Gartens wurde auch von Besuchern angeregt.

## Veranstaltungen
Im Rennsteiggarten finden regelmäßig Veranstaltungen rund um die Pflanzenwelt statt. So wird bereits seit 1979 alljährlich das Rennsteiggarten-Blütenfest an einem Wochenende zur Hauptblütezeit begangen.
Während der Kräutertage, die seit 2002 jährlich stattfinden, werden Informationen über Heilpflanzen und Kräuter vermittelt. Die Besucher können die vorgestellten Produkte auch probieren und käuflich erwerben.
Auch zur Herbstzeit bietet der Rennsteiggarten mit seinem Herbstfest seinen Besuchern die Gelegenheit, die vielfältige Flora in Begleitung von Livemusik und Handwerkerausstellungen zu erleben.
Für Pilzliebhaber finden seit 2005 Pilztage statt. Mit Unterstützung der Thüringer Gesellschaft für Mykologie stehen Pilzberatungen und die Bestimmung im  Vordergrund. Vor allem Pilze aus heimischen Wäldern sollen gezeigt werden.